# Klubbsjön (Bjurholms socken, Ångermanland, 708567-166279)
Klubbsjön är en sjö i Bjurholms kommun i Ångermanland och ingår i Leduåns huvudavrinningsområde. Sjön har en area på 0,12 kvadratkilometer och ligger 245,7 meter över havet. Sjön avvattnas av vattendraget Klubbsjöbäcken.

## Delavrinningsområde
Klubbsjön ingår i det delavrinningsområde (708571-166264) som SMHI kallar för Ovan 708427-166466. Medelhöjden är 278 meter över havet och ytan är 7,48 kvadratkilometer. Det finns inga avrinningsområden uppströms utan avrinningsområdet är högsta punkten. Klubbsjöbäcken som avvattnar avrinningsområdet har biflödesordning 2, vilket innebär att vattnet flödar genom totalt 2 vattendrag innan det når havet efter 42 kilometer. Avrinningsområdet består mestadels av skog (86 procent). Avrinningsområdet har 0,12 kvadratkilometer vattenytor vilket ger det en sjöprocent på 1,6 procent.